# Karmeliethoningzuiger
De karmeliethoningzuiger (Chalcomitra fuliginosa synoniem: Nectarinia fuliginosa) is een zangvogel uit de familie Nectariniidae (honingzuigers).

## Verspreiding en leefgebied
Deze soort telt 2 ondersoorten:
- C. f. aurea: van Sierra Leone tot Gabon.
- C. f. fuliginosa: noordwestelijk Angola en uiterst westelijk Congo-Kinshasa.